# Xysmalobium banjoense
Xysmalobium banjoense är en oleanderväxtart som beskrevs av Rudolf Schlechter. Xysmalobium banjoense ingår i släktet Xysmalobium och familjen oleanderväxter. Inga underarter finns listade i Catalogue of Life.